# Bengt Lundell
Bengt Lundell (Jönköping, 1917. augusztus 5. – Jönköping, 1994. október 1.) svéd nemzetközi labdarúgó-játékvezető.

## Pályafutása
Az I. Liga játékvezetőjeként 1966-ban vonult vissza.

### Nemzetközi játékvezetés
A Svéd labdarúgó-szövetség Játékvezető Bizottsága (JB) terjesztette fel nemzetközi játékvezetőnek, a Nemzetközi Labdarúgó-szövetség (FIFA) 1957-től tartotta nyilván bírói keretében. Több nemzetek közötti válogatott és klubmérkőzést vezetett, vagy működő társának partbíróként segített. A svéd nemzetközi játékvezetők rangsorában, a világbajnokság-Európa-bajnokság sorrendjében többedmagával a 24. helyet foglalja el 1 találkozó szolgálatával. Az aktív nemzetközi játékvezetéstől 1966-ban búcsúzott. Válogatott mérkőzéseinek száma: 7.

#### Labdarúgó-világbajnokság
A világbajnoki döntőhöz vezető úton Svédországba a VI., az 1958-as labdarúgó-világbajnokságra és Chilébe a VII., az 1962-es labdarúgó-világbajnokságra a FIFA JB bíróként alkalmazta. 1958-ban partbírói feladatokkal bízták meg. Partbíró mérkőzéseinek száma világbajnokságon: 1.

##### 1958-as labdarúgó-világbajnokság

###### Világbajnoki mérkőzés
| Időpont          | Helyszín                 | Mérkőzés típusa | Mérkőzés           | Játékvezető | Eredmény | Nézők száma |
| ---------------- | ------------------------ | --------------- | ------------------ | ----------- | -------- | ----------- |
| 1958. június 28. | Ullevi Stadion, Göteborg | bronzmérkőzés   | Franciaország–NSZK | Juan Brozzi | 6 : 3    | 25 000      |

##### 1962-es labdarúgó-világbajnokság

###### Selejtező mérkőzés
| Időpont           | Helyszín               | Mérkőzés típusa           | Mérkőzés               | Eredmény | Nézők száma |
| ----------------- | ---------------------- | ------------------------- | ---------------------- | -------- | ----------- |
| 1961. október 29. | Strahov Stadion, Prága | előselejtező (8. csoport) | Csehszlovákia–Írország | 7 : 1    | 30 000      |

#### Nemzetközi kupamérkőzések

##### Bajnokcsapatok Európa-kupája
| Időpont             | Helyszín                    | Mérkőzés típusa         | Mérkőzés                | Eredmény |
| ------------------- | --------------------------- | ----------------------- | ----------------------- | -------- |
| 1962. szeptember 5. | Városi Stadion, Fredrikstad | selejtező (1. mérkőzés) | Fredrikstad FK–Vasas SC | 1 :      |

#### A magyar labdarúgó-válogatott mérkőzései (1902–1929)
| Időpont        | Helyszín                | Mérkőzés típusa          | Mérkőzés                   | Eredmény | Nézők száma |
| -------------- | ----------------------- | ------------------------ | -------------------------- | -------- | ----------- |
| 1966. május 3. | Śląski Stadion, Chorzów | 415. válogatott mérkőzés | Lengyelország–Magyarország | 1 : 1    | 95 000      |